# 約旦放棄約旦河西岸
1988年7月31日約旦國王胡辛宣佈，約旦哈希姆王國放棄對約旦河西岸地區的主權，並撤銷該地區阿拉伯居民的約旦公民身份，史稱約旦放棄約旦河西岸（阿拉伯语：قرار فك الارتباط）。1950年4月24日，約旦將其在第一次中東戰爭中佔領的西岸地區於併入哈希姆王國。

## 歷史
1948年5月15日凌晨零時，英國終止對巴勒斯坦地區（以色列地）的託管，以色列國宣布獨立，周邊阿拉伯國家軍隊隨即入侵新生的猶太國家，第一次中東戰爭爆發。約旦在戰爭中佔領了猶太及撒馬利亞，並於1950年4月24日將兩地吞併為該國西岸地區。當地所有阿拉伯居民自動獲得約旦公民身份，猶太居民則悉數被武力驅逐。這一吞併得到了英國的承認，以及美國、巴基斯坦、伊拉克等國的事實上的默許。
以色列在1967年的六日戰爭中從約旦手中奪回了這些領土。約旦之後仍繼續向當地公務員支付薪金及退休金。
1972年，約旦國王胡辛制定了一項建立聯邦的計劃，即一個包括約旦及其西岸兩個自治區在內的阿拉伯聯合王國。該計劃未能實現。
1974年，阿拉伯國家聯盟決定承認巴勒斯坦解放組織為巴勒斯坦人民的唯一合法代表。此項決定迫使胡辛國王放棄在談判中代表巴勒斯坦人發言的主張，並承認獨立於約旦的巴勒斯坦國。
在1987年爆發的第一次巴勒斯坦大暴動期間，胡辛國王意識到他對巴勒斯坦的政治發展幾乎沒有影響力，亦擔心暴亂會蔓延至約旦境內的巴勒斯坦裔人口，因此決定採取以下措施：
- 1988年7月28日，國王宣佈終止西岸13億美元的開發計畫，使巴解組織得以在這些領域承擔更多責任。[3]
- 7月30日，國王解散國會，以終止西岸居民在國會中的代表權（當時國會中來自西岸的代表人數為30人，約佔國會席次的一半）。[4]
- 7月31日，國王宣佈斷絕與約旦河西岸的一切法律及行政關係，對耶路撒冷的伊斯蘭及基督教聖地的資助除外。[5][6]
- 自8月1日起，約旦河西岸居民的約旦護照有效期僅為兩年，7月31日之前是約旦河西岸居民的任何人將被視為巴勒斯坦公民，而不是約旦公民。有專家認為，單方面取消約旦河西岸沒有其他公民身份的阿拉伯居民的約旦公民身份，在國際法上屬無效。
- 8月4日，約旦政府決定終止西岸公共部門官員的服務。

## 外部連結
- Hussein Move May Snag Peace Initiative[] - published on Palm Beach Post on July 31, 1988
- Hussein Muddies Mideast Waters[] - published on Milwaukee Journal on August 1, 1988
- King Hussein's Bombshell （页面存档备份，存于） - published on Pittsburgh Press on August 4, 1988